# Lafoea dumosa
Lafoea dumosa is een hydroïdpoliep uit de familie Lafoeidae. De poliep komt uit het geslacht Lafoea. Lafoea dumosa werd in 1820 voor het eerst wetenschappelijk beschreven door Fleming.

## Beschrijving
De hoofdstam van deze kolonie is rechtopstaand en bestaat uit verschillende vezels. De hydrothecae ontstaan onregelmatig aan alle zijden van de stengel en takken. Ze zijn lang en buisvormig, taps toelopend naar hun basis. Ze zijn met een korte steel aan de hoofdstam bevestigd. De rand van de hydrotheca heeft geen operculaire flappen. Gonothecae worden zelden geproduceerd. Rechtopstaande kolonies tot 100 mm.

## Verspreiding
Lafoea dumosa is wijdverbreid rond de Britse Eilanden, behalve in de zuidelijke Noordzee en het oostelijke deel van Het Kanaal. De rechtopstaande vorm wordt normaal gesproken gevonden op verticale oppervlakken of onder uitsteeksels, bevestigd aan gesteente of keien.